# Фосмиды
Фосмиды — это разновидность плазмид. Фосмиды, в отличие от космид, основаны на бактериальной F-плазмиде. Вектор клонирования ограничен, так как хозяин (обычно E. coli) может содержать только одну молекулу фосмид. Фосмиды могут содержать вставки ДНК размером до 40 т.п.н.; часто источником вставки является случайная геномная ДНК. Фосмидную библиотеку готовят путем выделения геномной ДНК из организма-мишени и её клонирования в фосмидный вектор. Смесь для лигирования затем упаковывается в фаговые частицы, и ДНК трансфицируется в бактериального хозяина. Бактериальные клоны размножают библиотеку фосмида. Низкое число копий обеспечивает более высокую стабильность, чем векторы с относительно большим числом копий, включая космиды. Фосмиды могут быть полезны для создания стабильных библиотек из сложных геномов. Фосмиды обладают высокой структурной стабильностью, и было обнаружено, что они эффективно поддерживают ДНК человека даже после 100 поколений роста бактерий. Фосмидные клоны использовались для оценки точности общедоступной последовательности генома человека.

## Открытие
Плазмида фертильности или F-плазмида была открыта Эстер Ледерберг и кодирует информацию для биосинтеза половых ворсинок, чтобы помочь в бактериальной конъюгации. Конъюгация включает использование половых ворсинок для образования моста между двумя бактериальными клетками; этот мостик позволяет клетке F+ переносить одноцепочечную копию плазмиды, так что обе клетки содержат копию плазмиды. По пути в реципиентную клетку соответствующая цепь ДНК синтезируется реципиентом. Донорская клетка поддерживает функциональную копию плазмиды. Позже было обнаружено, что фактор F был первой эписомой и может существовать как независимая плазмида, что делает его очень стабильным вектором для клонирования. Конъюгация помогает формировать библиотеки бактериальных клонов, гарантируя, что все клетки содержат желаемый фосмид.
Фосмиды представляют собой ДНК-векторы, в которых используется F-плазмидный источник репликации и механизмы разделения, что позволяет клонировать большие фрагменты ДНК. Библиотеку, обеспечивающую 20-70-кратное избыточное покрытие генома, можно легко подготовить.

## Библиотеки ДНК
Первым шагом в секвенировании полных геномов является клонирование генома в управляемые единицы длиной около 50-200 тысяч оснований. Идеально использовать библиотеку фосмид из-за её стабильности и ограничения одной плазмиды на клетку. Ограничение числа плазмид в клетках снижает возможность рекомбинации, сохраняя таким образом вставку генома.
Фосмиды содержат несколько функциональных элементов:
- OriT (Источник передачи): последовательность, которая отмечает начальную точку конъюгативного переноса.
- OriV (Источник репликации): последовательность, начиная с которой плазмидная ДНК будет реплицироваться в клетке-реципиенте.
- tra-region (гены переноса): гены, кодирующие процесс переноса F-пилуса и ДНК.
- IS (элементы вставки): так называемые «эгоистичные гены» (фрагменты последовательности, которые могут интегрировать свои копии в разных местах).

Совершенствовались методы разрезания и встраивания ДНК в фосмидные векторы. В настоящее время существует множество компаний, которые могут создать библиотеку фосмид из любого образца ДНК за очень короткий период времени при относительно низких затратах. Это было жизненно важно, поскольку позволило исследователям секвенировать многочисленные геномы для изучения. С помощью различных методов был полностью секвенирован геном более 6651 организма, из них 58 695 продолжаются.

## Использование
Иногда трудно точно различить отдельные хромосомы по длине хромосомы, соотношению плеч и характеру С-полосы. Фосмиды можно использовать в качестве надежных цитологических маркеров для идентификации отдельных хромосом, а кариотипы метафазных хромосом на основе флуоресцентной гибридизации in situ можно использовать, чтобы показать, были ли положения этих фосмид успешно сконструированы.
Система фосмид отлично подходит для быстрого создания хромосомно-специфичных мини-библиотек BAC из потоковой сортировки хромосомной ДНК. Основное преимущество фосмид перед другими космидными системами заключается в их способности стабильно размножать фрагменты ДНК человека. Высоко повторяющаяся по своей природе человеческая ДНК хорошо известна своей чрезвычайной нестабильностью в многокопийных векторных системах. Было обнаружено, что стабильность резко возрастает, когда вставки ДНК человека присутствуют в единичных копиях в клетках E. coli с дефицитом рекомбинации. Таким образом, фосмиды служат надежным субстратом для крупномасштабного секвенирования геномной ДНК.

## Использованная литература
1. ↑  Predicting the evolution of antibiotic resistance genes. Nature Reviews. Microbiology. 2 (5): 430–5. May 2004. doi:10.1038/nrmicro888. PMID 15100696.
2. ↑  Cloning and stable maintenance of 300-kilobase-pair fragments of human DNA in Escherichia coli using an F-factor-based vector. Proceedings of the National Academy of Sciences of the United States of America. 89 (18): 8794–7. September 1992. Bibcode:1992PNAS...89.8794S. doi:10.1073/pnas.89.18.8794. PMID 1528894.
3. ↑  Stable propagation of cosmid sized human DNA inserts in an F factor based vector. Nucleic Acids Research. 20 (5): 1083–5. March 1992. doi:10.1093/nar/20.5.1083. PMID 1549470.
4. ↑  Bauman, Robert. Microbiology with diseases by taxonomy. — Pearson Education Press, 2014.
5. ↑  \Construction and utility of a human chromosome 22-specific Fosmid library. Genetic Analysis: Biomolecular Engineering. 12 (2): 81–4. October 1995. doi:10.1016/1050-3862(95)00122-0. PMID 8574898.
6. ↑  Gibson, Greg. Muse, Spencer. «A Primer of Genome Science». Third edition. Sinauer Associates p.84-85
7. ↑  JGI GOLD - Home. gold.jgi-psf.org. Дата обращения: 27 сентября 2022. Архивировано 16 апреля 2021 года.
8. ↑  Liu, C 2010 Karyotyping in Melon (Cucumis melo L.) by Cross-Species Fosmid Fluorescence in situ Hybridization, CYTOGENETIC AND GENOME RESEARCH
9. ↑  A toolkit and robust pipeline for the generation of fosmid-based reporter genes in C. elegans. PLOS ONE. 4 (3): e4625. 2009. Bibcode:2009PLoSO...4.4625T. doi:10.1371/journal.pone.0004625. PMID 19259264.{{cite journal}}:  Википедия:Обслуживание CS1 (не помеченный открытым DOI) (ссылка)
10. ↑  Cloning and stable maintenance of 300-kilobase-pair fragments of human DNA in Escherichia coli using an F-factor-based vector. Proceedings of the National Academy of Sciences of the United States of America. 89 (18): 8794–7. September 1992. Bibcode:1992PNAS...89.8794S. doi:10.1073/pnas.89.18.8794. PMID 1528894.